# Georges Lautner
Georges Lautner (ur. 24 stycznia 1926 w Nicei, zm. 22 listopada 2013 w Paryżu) – francuski reżyser i scenarzysta filmowy.

## Wybrana filmografia
- Wąchać kwiatki od spodu (1964)
- Wielki pan (1965; reż. wspólnie z Gilles'em Grangierem)
- Galia (1966)
- Droga do Saliny (1970)
- Był sobie glina... (1971)
- Gangsterski walc (1971)
- Lodowate serce (1974)
- Nie ma sprawy! (1975)
- Jak zrobić pierwszy film (1976)
- Śmierć człowieka skorumpowanego (1977)
- Glina czy łajdak (1979)
- Błazen (1980)
- Zawodowiec (1981)
- Wesołych świąt (1984)
- Klatka szaleńców III (1985)
- Trójkąt (1991)
- Obrońca (1992)